# Chantal Akerman
Chantal Anne Akerman (Bruselas, 6 de junio de 1950-París, 5 de octubre de 2015) fue una directora de cine belga, artista y profesora de cine en la European Graduate School. Sus películas están basadas en observaciones sobre la vida cotidiana, la identidad femenina, la necesidad de comer, la sexualidad, el aislamiento, el judaísmo y la política de exclusión en el siglo XX. Se dio a conocer a un público masivo con la película Jeanne Dielman, 23 quai du Commerce, 1080 Bruxelles en 1975, donde ejemplifica su modo de evadir la narrativa convencional mediante la elipsis. En 2023 fue elegida como la mejor película de la historia del cine por la revista Sight & Sound que publica el British Film Institute cada 10 años. En los últimos años destacó asimismo por la escritura.

## Trayectoria
Akerman nació en el seno de una familia de Bruselas, que era judía practicante de origen polaco. Sus abuelos y su madre fueron enviados a Auschwitz; solo se salvó su madre. La ansiedad materna, el judaísmo y el exilio serán temas recurrentes en su filmografía.
Akerman señaló que a los quince años, tras ver Pierrot le fou (1965) de Jean-Luc Godard, decidió rodar ella misma. A los dieciocho entró en el Institut National Supérieur des Arts du Spectacle et des Techniques de Diffusion, centro de enseñanza de cinematografía belga. Enseguida lo abandonó, realizando con sus ahorros un cortometraje de 13 minutos, rodado en 35 mm y blanco y negro: Saute ma ville (1968), con una joven como protagonista (ella misma como actriz) enfrentada a una relación conflictiva con las cosas cotidianas.
En 1971, fue premiada Saute ma ville en el festival de Oberhausen. Ese mismo año se trasladó a Nueva York, donde permaneció hasta 1972. Vio cine independiente, especialmente de Stan Brakhage, Jonas Mekas, Andy Warhol y Michael Snow. Obras de 1972, como Hotel Monterey y cortos como La Chambre 1 y La Chambre 2, revelan su nuevo aprendizaje. Inició entonces una colaboración con la cineasta Babette Mangolte.
En 1973, Akerman regresó a Bélgica. En 1974, fue reconocida por la crítica con su Je tu il elle, película experimental sobre la agresión. Su manifiesto es un clásico moderno. Jeanne Dielman, 23 quai du Commerce, 1080 Bruxelles (1975), alabado por el New York Times como "la primera obra maestra del feminismo en la historia del cine"; trata de momentos intimistas en las rutinas de una eficiente ama de casa que se ve obligada a prostituirse para poder vivir con su hijo. En 2023, la revista de cine Sight & Sound la consideró la mejor película de la historia del cine. Muy pronto, en 1978, concluyó Las citas de Anna, un filme destacado por su belleza y precisión. 
En 1991, presentó su largometraje Noche y día, donde invierte de entrada el dúo día y noche: es la historia de un trío amoroso, con dos chicos y una joven, que viven en sus relaciones pasionales separadas en dos mitades del día, casi sin dormir. La película, como dijo Akerman, no tiene nada que ver con el modo de hacer de Truffaut, pero hay un homenaje indirecto al tema de Jules et Jim y otro expreso con un libro que lleva un protagonista con un relato de Truffaut. En ese mismo año fue miembro del jurado del 41.° Festival de Berlín.
Desde entonces filmó, entre otras películas: La mudanza (1992), Contra el olvido (1992), Retrato de una joven a finales de los sesenta en Bruselas (1993), Un diván en Nueva York (o Romance en NY', 1996) o Del otro lado (2002), aparte de sus colaboraciones con Eric de Kuyper y otros filmes vinculados temáticamente con el exilio y la falta de comunicación. 
Akerman siempre rechazó, pese al carácter escogido de su obra, que su cine se escondiera en guetos. En 2011, presentó su versión de la novela de Joseph Conrad, La locura de Almayer. 
Ha sido una de las cineastas más originales de la modernidad europea (en un registro distinto al de Agnès Varda, mayor que ella).
Además, trabajó destacadamente como actriz en varios de sus filmes y escribió cuatro libros: Hall de Nuit (1997); Une famille à Bruxelles (1998); Autoportrait, (2004), excelente autorretrato como cineasta; y Ma mère rit (2013), donde aparece su trama familiar y sus vivencias complejas con la herencia materna. Su escritura es precisa, sortijada, clara.
En 1995, Chantal Akerman comenzó a realizar video instalaciones en diferentes museos, galerías de arte y exposiciones de arte contemporáneo. Se destacan sus obras presentadas en la Bienal de Venecia de 2001 y en la Bienal de San Pablo en 2010.

## Fallecimiento
El 5 de octubre de 2015 se suicidó en París a los sesenta y cinco años debido a una enfermedad maníaco depresiva, por la cual había estado internada los meses anteriores, con el diagnóstico de depresión. Su sepultura se encuentra en el cementerio del Père-Lachaise (sección 49).

## Temas
La trama de los filmes de Akerman es mínima (a veces, hasta cabe decir que no existe), y sin ser agobiantes, sus elipsis son una de las marcas de identidad creadora: expresan de un modo claro su no sentirse confortablemente en el mundo. 
Se ha asociado el cine de Akerman con el caminar, es un cine muy cinético. En ese punto se le puede emparejar con Godard o Wenders, aunque su cine sea más despojado (y más cuidado en general). 
Es el suyo un modo de transitar muy vasto, pues además de los desplazamientos fílmicos de la autora, sus personajes atraviesan diferentes espacios, incluyendo el que separa los hechos de la vida cotidiana con las fantasías; lo normal en ese tránsito puede pasar a ser inquietante y desde luego lleno de imaginaciones, ya desde su primer mediometraje, en donde la protagonista juega y canta y se mueve en su casa, pero donde parece que la ficción se inclina a la catástrofe tras una brusca ruptura (se ha hablado de lo "cotidiano hiperrealista en Akerman). 
Chantal Akerman vuelca en sus filmes intimidad, precisión expresiva y rigor, con una voluntad creadora que se mueve inseparablemente en los territorios de la ficción y del documental, pues funde esos dos registros con una naturalidad original, dotando al relato de realismo y de poesía.
Correspondencias, cuadernos de viaje... Su vagabundeo está relacionado con el tema del exilio, esto es, del peregrinaje, la huida o la destrucción. En España se ha publicado el álbum Exilios (Intermedio, 2011), con cuatro películas suyas, donde va recogiendo huellas de vidas distintas viajando por todo el mundo: por Rusia, Ucrania y Polonia, en Del Este, 1993, donde casi sin relato alguno da cuenta de una honda monotonía; por la Norteamérica sureña, Sur (1999), y su racismo mostrado en las consecuencias y ecos de un asesinato; por el norte conflictivo de México, fronterizo con Estados Unidos, Del otro lado (2002); por Israel, Allá (2006), y concretamente en Tel Aviv, donde se describe la espera y el silencio: en esta ciudad la protagonista se encierra en un piso para describir la situación israelí indirectamente, a través del paso de las horas de una mujer que habla por teléfono y da datos dispersos sobre su vida, mientras la cámara ofrece vistas de los edificios de enfrente y de sus habitantes habituales. Su cuarteto es una muestra de la peregrinación y el vacío modernos.
Esta visión medio en fuga repercute en su modo de contar las relaciones amorosas: no solo en los malos encuentros, de su filme experimental Je, tu, il, elle (1974), sino ya en Las citas de Anna (Les rendez-vous d’Anna, 1978), en Toute une nuit (1982) o en Nuit et jour (Noche y día, 1991). Los encuentros, en muchas ocasiones, conducen al retiro. 
Y ahí está el tema de la soledad. La propia directora hace de protagonista en L’homme a la valise (1983), y se recluye durante semanas en un habitáculo minúsculo (como ya hizo en Saute ma ville) donde vive, se refugia y vigila lo que ocurre en el exterior: sus vecinos vienen a ser representantes del mundo. 
El viaje vital, azaroso y a veces esperanzado, puede con todo asociarse al periplo romántico: así sucede con Akerman, aunque parezca muy contemporáneo y poco sentimental. Entre sus referencias parecen encontrarse el pintor Edward Hopper y artistas como Warhol, además de Godard. Pero Akerman hace de sus silencios y de los planos quietos un lugar de espera de notable belleza, y claramente vivos, abiertos a cierta ironía dentro de un mundo de monotonía impuesta.
Su mundo en parte es una reflexión a partir de su vida. Akerman prefiere mostrar a personajes que están en vías de llegar a ser ellos mismos, pero que aún son informes (como sucede en Noche y día). Un filme abiertamente autobiográfico es Portrait d'une jeune fille de la fin des années 60 à Bruxelles (1994), donde desarrolla con claridad esa visión de la pre-madurez. Ella constata lo que 'hay' en este momento fugaz. En un autorretrato para la TV Chantal Akerman par Chantal Akerman (1996), decía al final: «Mi nombre es Chantal Akerman. Vivo en Bruselas; es verdad. Es verdad.»

## Filmografía
| Año  | Título                                                         | Longitud    | Notas                                                    | Español                                                   |
| ---- | -------------------------------------------------------------- | ----------- | -------------------------------------------------------- | --------------------------------------------------------- |
| 1968 | Saute ma ville                                                 | 13 minutos  |                                                          | Salta mi ciudad                                           |
| 1971 | L'enfant aimé ou Je joue à être une femme mariée               | 35 minutos  |                                                          | El niño querido o yo juego a ser una mujer casada         |
| 1972 | Hotel Monterey                                                 | 65 minutos  |                                                          | Hotel Monterrey                                           |
| 1972 | La Chambre 1                                                   | 11 minutos  |                                                          | Habitación, 1                                             |
| 1972 | La Chambre 2                                                   | 11 minutos  |                                                          | Habitación, 2                                             |
| 1973 | Le 15/8                                                        | 42 minutos  | con Samy Szlingerbaum                                    |                                                           |
| 1973 | Hanging Out Yonkers                                            | 90 minutos  | inacabada                                                |                                                           |
| 1974 | Je tu il elle                                                  | 90 minutos  |                                                          | Yo... Tu... Él... Ella...                                 |
| 1975 | Jeanne Dielman, 23 quai du Commerce, 1080 Bruxelles            | 201 minutos |                                                          | Jeanne Dielman, Quai du Commerce, 23 1080 Bruselas        |
| 1976 | News from Home                                                 | 85 minutos  |                                                          | Noticias de casa                                          |
| 1978 | Les Rendez-vous d'Anna                                         | 127 minutos |                                                          | Las citas de Anna                                         |
| 1980 | Dis-moi                                                        | 127 minutos |                                                          | Dime.                                                     |
| 1982 | Toute une nuit                                                 | 89 minutos  |                                                          | Toda la noche                                             |
| 1983 | Les Années 80                                                  | 82 minutos  |                                                          | Los ochenta                                               |
| 1983 | Un jour Pina à demandé                                         | 57 minutos  |                                                          | Un día ha preguntado Pina                                 |
| 1983 | L'homme à la valise                                            | 60 minutos  |                                                          | El hombre de la maleta                                    |
| 1984 | J'ai faim, j'ai froid                                          | 12 minutos  | parte de Paris vu par, 20 ans après                      | '                                                         |
| 1984 | New York, New York bis                                         | 8 minutos   | perdido                                                  |                                                           |
| 1984 | Lettre d'un cinéaste                                           | 8 minutos   |                                                          | Carta de un cineasta                                      |
| 1986 | Golden Eighties                                                | 96 minutos  |                                                          | Window Shopping                                           |
| 1986 | La paresse                                                     | 14 minutos  | parte de Seven Women, Seven Sins                         | La pereza                                                 |
| 1986 | Le marteau                                                     | 4 minutos   |                                                          | El martillo                                               |
| 1986 | Letters Home                                                   | 104 minutos |                                                          |                                                           |
| 1986 | Mallet-Stevens                                                 | 7 minutos   |                                                          | 'Mallet-Stevens                                           |
| 1989 | Histoires d'Amérique                                           | 92 minutos  | Entered into the 39th Berlin International Film Festival | Food, Family, and Philosophy                              |
| 1989 | Les trois dernières sonates de Franz Schubert                  | 49 minutos  |                                                          | Las últimas sonatas de Franz Schubert                     |
| 1989 | Trois strophes sur le nom de Sacher                            | 12 minutos  |                                                          | Tres estrofas sobre el nombre Sacher                      |
| 1991 | Nuit et jour                                                   | 90 minutos  |                                                          | Noche y día                                               |
| 1991 | Contre l'oubli                                                 | 110 minutos | filme colectivo                                          | Contra el olvido                                          |
| 1992 | Le déménagement                                                | 42 minutos  |                                                          | La mudanza                                                |
| 1993 | D'Est                                                          | 107 minutos |                                                          | Del Este                                                  |
| 1993 | Portrait d'une jeune fille de la fin des années 60 à Bruxelles | 60 minutos  |                                                          | Retrato de una joven a finales de los sesenta en Bruselas |
| 1996 | Un divan à New York                                            | 108 minutos |                                                          | Un diván en Nueva York                                    |
| 1997 | Chantal Akerman par Chantal Akerman                            | 64 minutos  |                                                          |                                                           |
| 1999 | Sud                                                            | 71 minutos  |                                                          | Sur                                                       |
| 2000 | La cautiva                                                     | 118 minutos | Con Eric de Kuyper                                       |                                                           |
| 2002 | De l'autre côté                                                | 103 minutos |                                                          | Del otro lado                                             |
| 2004 | Demain on déménage                                             | 110 minutos | Con Eric de Kuyper                                       | '                                                         |
| 2006 | Là-bas                                                         | 78 minutos  |                                                          | Allá                                                      |
| 2007 | Tombée de nuit sur Shangaï                                     | 60 minutos  | trozo de O Estado do Mundo                               |                                                           |
| 2011 | La Folie Almayer                                               |             |                                                          | La locura de Almayer, según Conrad                        |
| 2015 | No Home Movie                                                  |             |                                                          |                                                           |

## Premios y reconocimientos
- 1978 : Premios Hugo de bronce. Les rendez-vous d'Anna. Festival internacional de cine de Chicago
- 1996 : Mención especial. Premio del jurado ecuménico. Un divan à New York. Festival internacional de cine de Karlovy Vary
- 2004 : Comendador de la Orden de Leopoldo
- 2004 : Rétrospective intégrale. Centro Pompidou[16]
- 2016 : Ganadora del premio EDA Female Focus. Icono femenino del año. In memoriam, por ser una gran directora de cine e inspiradora. Alianza de Mujeres Periodistas de Cine

## Libros
- Una familia en Bruselas (título original Une famille à Bruxelles) traducción de Regina López Muñoz, acompañado del texto «Sólo nos queda el cuerpo», de la cineasta y montadora Diana Toucedo. España, Tránsito Editorial, 2021.
- Les rendez-vous d'Anna. Paris, Albatros, 1977.
- Hall de Nuit. Paris, L'Arche, 1992
- Un divan à New York. Paris, L'Arche, 1997
- Une famille à Bruxelles. Paris, L'Arche, 1998
- Autoportrait. Paris, Cahiers du cinéma, 2004
- Ma mère rit. Paris, Mercure de France, 2013. Traducciones al español: Mi madre se ríe. Ocho Milímetros, 2019. ISBN: 978-84-948899-6-7; Mi madre ríe. Mangos de Hacha, 2020. ISBN: 978-607-97155-8-8.[17]

## Sobre la cineasta
- Ilaria Gatti, Chantal Akerman. Uno schermo nel deserto, Roma, Fefè Editore, 2019, pp. 279.
- Sultan, Terrie (ed.), Chantal Akerman: Moving through Time and Space, Houston, Tex.: Blaffer Gallery, the Art Museum of the University of Houston; Nueva York, N.Y., Distributed Art Publishers, 2008.
- Schenker, Andrew (15 de enero de 2010). «Eclipse Series 19: Chantal Akerman in the Seventies». Slant Magazine. Consultado el 23 de agosto de 2010.
- "Cuatro tiempos de exilio", de C. Bhégin, en Exilios, Intermedio, 2011
- Chantal Akerman, Autoportrait, París, Cahiers du cinéma, 2004.